# Copa Suat 2016
La Copa Suat (por motivos de patrocinio) es un torneo de verano de fútbol de carácter amistoso que se disputa entre los 2 mejores clubes en desarrollo de Uruguay y 2 invitados, por lo menos 1 extranjero.  Su quinta edición, se jugó en su totalidad en el Estadio Luis Franzini de Montevideo, Uruguay, en los días 13 y 15 de enero del 2016.
Los partidos, en su totalidad, fueron transmitidos por las señales de televisión VTV y GolTV, además de manera gratuita mediante el canal en línea Vera+.
En esta edición participaron los siguientes equipos:
- Defensor Sporting C. - Invitado uruguayo[4]
- Danubio F. C. - Invitado uruguayo[5]
- C. A. River Plate - Invitado uruguayo[6]
- A. A. Argentinos Juniors - Invitado argentino[7]

El campeón de la edición resultó Danubio, tras vencer al clásico rival con gol en los últimos minutos, jugó la final contra el River Plate de Carrasco, que había mostrado un gran fútbol en su partido, pero luego de un buen partido, ganaron 3 a 1.

## Resultados
|  | Semifinales                  | Semifinales                  |   |                            | Final                      | Final |  |
|  |                              |                              |   |                            |                            |       |  |
|  |                              |                              |   |                            |                            |       |  |
|  | Miércoles 13 de enero, 20:00 |                              |   |                            |                            |       |  |
|  | River Plate                  | 5                            |   |                            |                            |       |  |
|  | Argentinos Juniors           | 1                            |   |                            |                            |       |  |
|  |                              |                              |   |                            |                            |       |  |
|  |                              |                              |   |                            | Viernes 15 de enero, 22:15 |       |  |
|  |                              |                              |   |                            | River Plate                | 1     |  |
|  |                              | Danubio                      | 3 |                            |                            |       |  |
|  |                              |                              |   |                            |                            |       |  |
|  |                              |                              |   |                            |                            |       |  |
|  |                              |                              |   |                            | Tercer puesto              |       |  |
|  | Miércoles 13 de enero, 22:15 | Miércoles 13 de enero, 22:15 |   | Viernes 15 de enero, 20:00 | Viernes 15 de enero, 20:00 |       |  |
|  | Defensor Sporting            | 0                            |   | Argentinos Juniors         | 0                          |       |  |
|  | Danubio                      | 1                            |   |                            | Defensor Sporting          | 1     |  |

### Semifinales
| Primer partido, VTV, GolTV y Vera +; 13 de enero de 2016, 19:45 | River Plate                                                                        | 5:1 (1:0) | Argentinos Juniors                      | Estadio Luis Franzini, Montevideo |                              |
|                                                                 | Flores 25' 44' · Santos 32' 49' · Laso 63' (a.g.) · Á. Rodríguez 83' · Ciganda 89' | Reporte   | 12' Almandoz · 54' Romero · 81' Difonti | Árbitro(s): Esteban Ostojich      | Árbitro(s): Esteban Ostojich |

| Segundo partido, VTV, GolTV y Vera +; 13 de enero de 2016, 22:15 | Defensor Sporting | 0:1 (0:0) | Danubio                                    | Estadio Luis Franzini, Montevideo |                             |
|                                                                  | Arambarri 70'     | Reporte   | 61' Peña · 71' Grossmüller · 87' 88' Graví | Árbitro(s): Leodan González       | Árbitro(s): Leodan González |

### Tercer puesto
| Tercer partido, VTV, GolTV y Vera +; 15 de enero de 2016, 20:00 | Argentinos Juniors | 0:1 (0:0) | Defensor Sporting | Estadio Luis Franzini, Montevideo |                            |
|                                                                 |                    | Reporte   | 76' Barboza       | Árbitro(s): Fernando Falce        | Árbitro(s): Fernando Falce |

### Final
| Cuarto partido, VTV, GolTV y Vera +; 15 de enero de 2016, 22:15 | River Plate      | 1:3 (0:0) | Danubio                                          | Estadio Luis Franzini, Montevideo |                              |
|                                                                 | Á. Rodríguez 76' | Reporte   | 60' Barreto · 69' I. González · 90+1' M. Tabárez | Árbitro(s): Daniel Fedorzuck      | Árbitro(s): Daniel Fedorzuck |

| Bandera de Uruguay |
| Campeón            |
| Danubio F. C.      |
| 2.o título         |

## Mejor jugador del partido
Los relatores oficiales de los partidos, al final de cada encuentro seleccionaron al mejor jugador, para que posteriormente la empresa SUAT le diera un trofeo como reconocimiento.
| Jugador          | Primera fase                         |
| ---------------- | ------------------------------------ |
| Michael Santos   | River Plate 5 - 1 Argentinos Juniors |
| Ignacio González | Defensor Sporting 0 - 1 Danubio      |

| Jugador          | Tercer puesto                              |
| ---------------- | ------------------------------------------ |
| Santiago Barboza | Argentinos Juniors 0 - 1 Defensor Sporting |

| Jugador         | Final                     |
| --------------- | ------------------------- |
| Gonzalo Barreto | River Plate 1 - 3 Danubio |

## Goleadores
| Jugador          | Equipo             | Goles | Jugada | Cabeza | Falta | Penal |
| ---------------- | ------------------ | ----- | ------ | ------ | ----- | ----- |
| Michael Santos   | River Plate        | 2     | 2      | 0      | 0     | 0     |
| Robert Flores    | River Plate        | 1     | 0      | 1      | 0     | 0     |
| Santiago Ciganda | River Plate        | 1     | 1      | 0      | 0     | 0     |
| Braian Romero    | Argentinos Juniors | 1     | 1      | 0      | 0     | 0     |
| Jorge Graví      | Danubio            | 1     | 1      | 0      | 0     | 0     |
| Santiago Barboza | Defensor Sporting  | 1     | 1      | 0      | 0     | 0     |
| Gonzalo Barreto  | Danubio            | 1     | 0      | 0      | 0     | 1     |
| Ignacio González | Danubio            | 1     | 0      | 0      | 0     | 1     |
| Ángel Rodríguez  | River Plate        | 1     | 1      | 0      | 0     | 0     |
| Marcelo Tabárez  | Danubio            | 1     | 1      | 0      | 0     | 0     |